# El Cuarteto de Nos

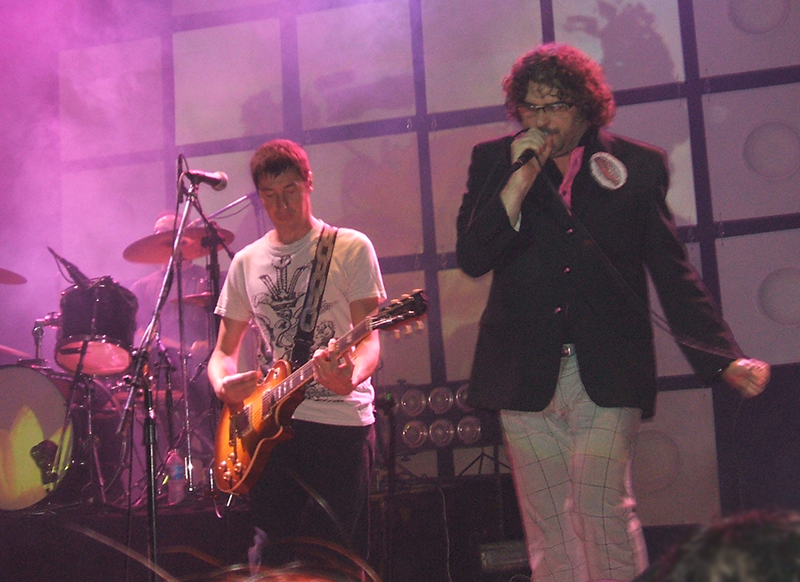

El Cuarteto de Nos est un groupe de rock uruguayen formé en 1984 à Montevideo.

## Membres
- Roberto Musso (Guitare et voix)
- Gustavo Antuña (Guitarre)
- Santiage Marrerlo (Piano, Basse)
- Álvaro Pintos (Batterie)

Membres passés:
Ricardo Musso (Guitarre et voix)
Santiago Tavella (Basse et voix)
Andrés Bedó (Piano)
Leonardo Baroncini (Batterie)

## Discographie
- El Cuarteto de Nos/Alberto Wolf (1984)
- Soy una arveja (1986)
- Emilio García
- Canciones del corazón (1990)
- Otra navidad en las trincheras' (1994)
- Barranca abajo (1995)
- La misma porquería (1995)
- El tren bala (1996)
- Revista ¡¡Ésta!!(1998)
- Cortamambo (2000)
- El Cuarteto de Nos (2004)
- Raro (2006)
- Bipolar (2009)
- Porfiado (2012)
- Habla tu espejo (2014)
- Apocalipsis zombi (2017)
- Jueves (2019)
- Lámina Once (2022)